# Milan Ohnisko

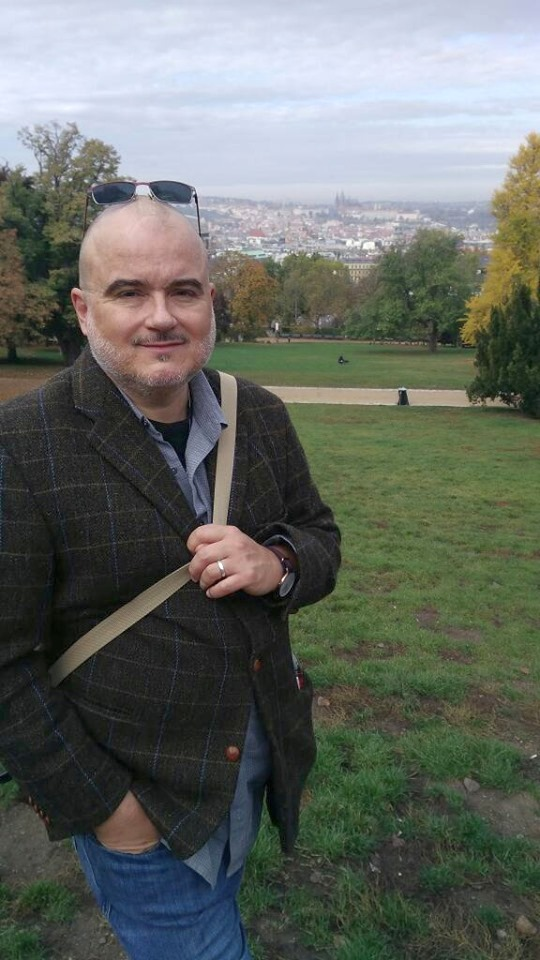
Milan Ohnisko, Praha - Riegrovy sady, 2019

Milan Ohnisko (* 16. července 1965 Brno) je český básník, nakladatelský a časopisecký redaktor, editor a kulturní publicista, za normalizace disident a signatář Charty 77.

## Život
V roce 1981 opustil předčasně po prvním ročníku gymnázium na třídě Kpt. Jaroše v Brně, o rok později též střední knihovnickou školu tamtéž. Živil se jako stavební dělník, kulisák, odečítač vody, skladník a hlídač staveniště.
V lednu 1987 podepsal Chartu 77. Kapitola o jeho disidentské činnosti je v knize novinářky Jany Soukupové Nepoddajní aneb Nešlo to jinak (Host, 2011). V roce 2014 vydalo Ministerstvo obrany ČR Osvědčení podle § 6 odst. 3 zákona č. 262/2011 Sb., o účastnících odboje a odporu proti komunismu, zvaného též 3. odboj či Československý protikomunistický odboj. V něm se uvádí: „Jmenovaný splnil všechny podmínky pro přiznání statusu účastníka odboje a odporu proti komunismu, a to z titulu následující činnosti, které je odbojem a odporem proti komunismu ve smyslu § 3 odst. 2 písm. a) a b) zákona č. 262/2011 Sb.: v období od října roku 1983 do listopadu roku 1989 soustavná protikomunistická činnost vykonávaná v rámci nezávislých politických iniciativ, která spočívala zejména v podílu na šíření materiálů zaměřených na obnovu svobody a demokracie v Československu a v organizování různých protestních a petičních akcí.“
Po listopadu 1989 pracoval pod vedením Petra Uhla jako zpravodaj české pobočky Východoevropské informační agentury (VIA). V letech 1991–92 provozoval vlastní nakladatelství G, které později přejmenoval na Ohnisko (1993–97); v téže době měl v Brně knihkupectví. Počátkem nového tisíciletí začal pracovat jako redaktor v nakladatelství Petrov (později Druhé město).
Od zániku Petrova v roce 2005 působí jako nakladatelský a časopisecký redaktor a publicista na volné noze, příležitostně též jako copywriter a ghostwriter.
Je také zástupcem šéfredaktora literárního obtýdeníku Tvar.
Většinu života prožil v Brně, od roku 2012 žije v Praze.

## Dílo
Rané básně publikoval v 80. letech 20. století v samizdatu (Vokno, Edice Petlice, Fragment K, Magazín SPUSA) a v exilovém časopisu Listy. Je zastoupen v almanachu Lepě svihlí tlové (editor Ivan Wernisch; Petrov, 2002), v antologii Sto nejlepších českých básní 2012 (Host, 2012), Nejlepší české básně 2013 (Host, 2013) a v mnoha dalších sbornících.
Překlady jeho básní vyšly knižně ve francouzštině (La poésie tchèque moderne; editor Petr Král; Belin, Paříž 1990), v polštině (Jaszmije smukwijne; Stowarzyszenie Inicjatyw Wydawniczych, Katovice 2004) a časopisecky v němčině.
Některé jeho básně zhudebnily kapely Já jsem poznal…, Nahoru po schodišti dolů band, Putrescin a Hm...
Je autorem básnicko-reflexivního textu v katalogu Ženský dvůr / The Women's Yard, vydaného r. 2013 v rámci stejnojmenného projektu výtvarné umělkyně a skupinové psychoanalytičky Kamily Ženaté, v roce 2017 byl kurátorem a jedním z hostujících umělců její multimediální výstavy Horizont událostí (finále) v Centru současného umění DOX. Je také editorem rozsáhlé monografie Kamila Ženatá: Kresba, grafika, instalace, malba (1972–2022), která vyšla v r. 2023 v nakl. Kolem.
Editorsky připravil k vydání např. výbor z tvorby předčasně zemřelé brněnské básnířky Marcely Mikuláškové Korále okolo hrdla (Petrov, 2005), spolu s Michalem Šandou sborník Co to je toto? Ivanu Wernischovi k sedmdesátinám (Druhé město, 2012) či výbor z povídek Petra Měrky Hitler se na vás usmívá (Druhé město, 2012).
Sbírka Světlo v ráně získala v roce 2017 cenu Magnesia Litera za poezii.

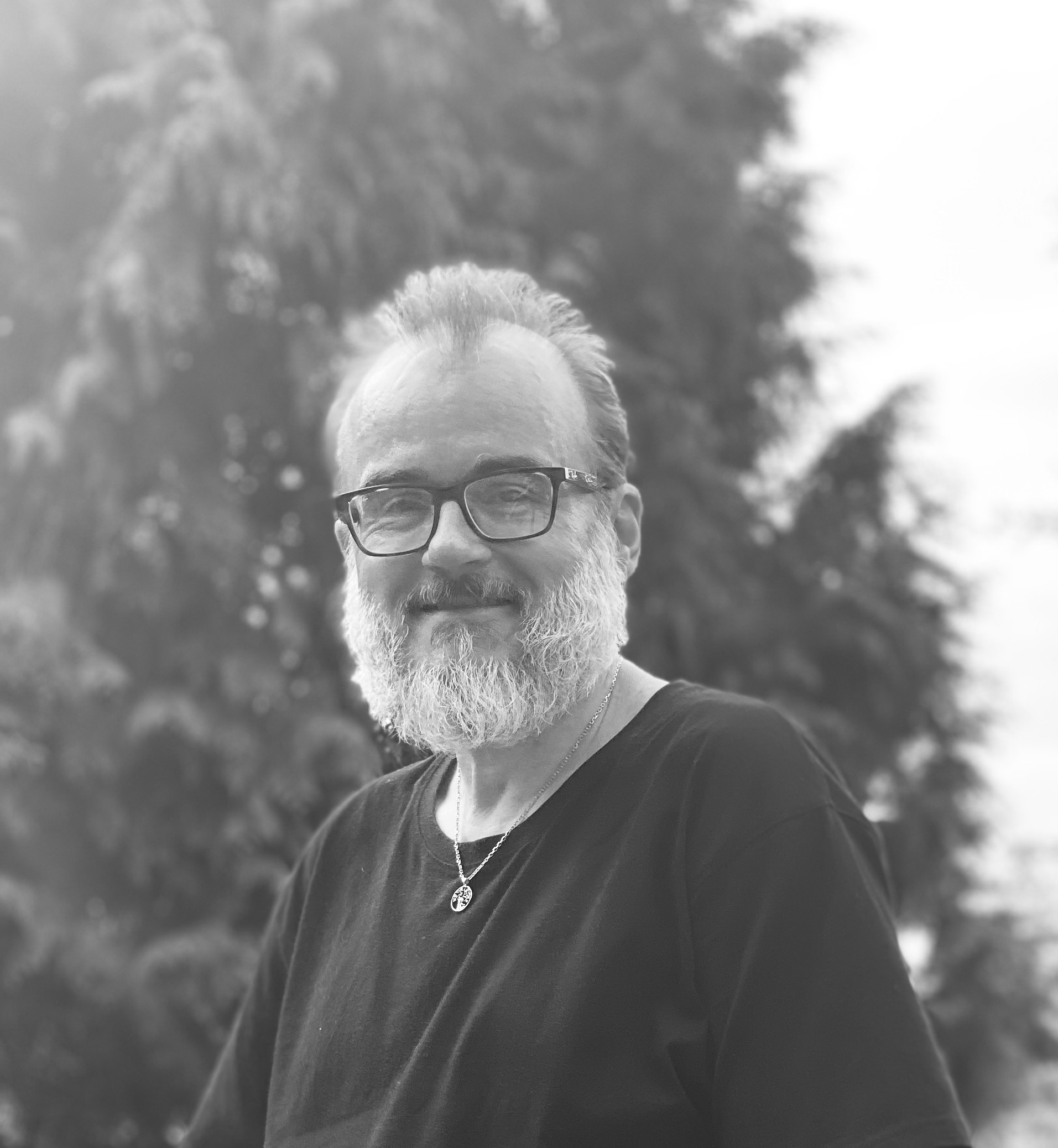
Milan Ohnisko (2022)

### Poezie
- Obejmi démona! (Petrov, 2001)
- Vepřo knedlo zlo aneb Uršulinovi dnové (ilustrace Michael Vystavěl, Petrov, 2003)
- Milancolia (ilustrace Vladimír Kokolia, Petrov, 2005)
- Býkárna (spoluautoři Ivan Wernisch a Michal Šanda, Druhé město, 2006)
- Love! (Druhé město, 2007)
- Azurové inferno (Větrné mlýny, 2009)
- Nechráněný styk (ilustrace Viktorie Rybáková, Druhé město, 2012)
- Oh! Výbor z básnického díla 1985–2012 (editor Ondřej Hanus, ilustrace Marin Palla, Barrister & Principal, 2012)
- Mé erbovní zvíře je strom (ilustrace Michal Wernisch, Druhé město, 2015)
- Světlo v ráně (ilustrace Viktor Pivovarov, Druhé město, 2016)
- Jaroslava Oválská: Za lyrický subjekt (spoluautorka Olga Stehlíková, Druhé město, 2018)
- Starej pop (ilustrace Viktor Pivovarov, Druhé město, 2021)
- Pět básní (ilustrace Kamila Ženatá, Kolem, 2021)
- Zuta a svlečena (ilustrace Milan Kunc, Druhé město, 2023)
- Jaroslava Oválská: To je mezipanelární jizva, lásko (Druhé město, 2024)

### Rozhovory
- Who The Fuck Is David Koller? (rozhovor s Davidem Kollerem, Druhé město, 2017)
- Jako bych žila dva životy (rozhovor s Danielou Drtinovou, Druhé město, 2020)
- Hurikán Ivan (rozhovor s Ivanem Bartošem, Druhé město, 2021)
- Reiner (rozhovor s Martinem Reinerem, Torst, 2024)

### Knihy pro děti
- O malém básníkovi (Meander, 2023)

### Cizojazyčná vydání
- Pe un parapet, lângă Vltava (do rumunštiny přel. Mircea Dan Duță, Biblioteca FICT, Rumunsko, 2021)

- Fünf Gedichte (do němčiny přel. Zuzana Finger, Verlag Peter Ludewig, Německo, 2025)

### Překlady
- Aldous Huxley: Ostrov (přel. Milan Ohnisko a Vanda Senko Ohnisková, Maťa, 1. vyd. 2001, 2. vyd. 2018)
- Ted Hughes: Dopisy k narozeninám (přel. Milan Ohnisko a Vanda Senko Ohnisková, Argo, 2021)